# Oliver Hughes
Oliver Charles Hughes (* 27. června 1970 Folkestone, Anglie) je ruský podnikatel britského původu. Studoval na University of Sussex, kterou ukončil v roce 1992. V letech 1998–2007 působil ve společnosti Visa International Service Association. V roce 2007 byl jmenován předsedou představenstva (chief executive officer) akciové společnosti Tinkoff Bank (banka Olega Tiňkova).